# بلطه
بَلطه (تیشه) یا پی کمان یک ستاره است که در صورت فلکی کمان قرار دارد.